# 慕泰鄉
慕泰鄉是缅甸联邦第一特区果敢縣紅星區下轄的一个乡，位於果敢的東北部。

## 地理
南北兩面與中國雲南省為鄰，北臨怒江與龍陵縣木城彝族傈僳族鄉，南面鎮康縣勐捧鎮、勐堆鄉，東為紅岩鄉、西為崇岗乡。